# Нурдре-Исфьорден

Эмблема парка

Нурдре-Исфьорден (норв. Nordre Isfjorden nasjonalpark) — норвежский национальный парк, территориально располагающийся на острове Западный Шпицберген архипелага Шпицберген. Занимает большую часть северного побережья Ис-фьорда. Создан в 2003 году. Из 2954 км² площади парка 2050 км² занимает суша, а 904 км² — море.

## История
В национальном парке хранятся следы культурного наследия всех основных периодов истории освоения Шпицбергена. В этом районе был развит китобойный промысел и охота на пушных зверей. В парке есть останки бывшей угольной шахты в Богеманнесете и гипсовый карьер в Скансбукте.

## Животный и растительный мир
Береговые равнины и несколько островов являются важными местами размножения птиц. Утёс Альхорнет и равнина Даудманнсойр входит в международный список ключевых орнитологических территорий. В национальном парке произрастают  Ranunculus wilanderi, морошка, черника, Luzula wahlenbergii, осока Краузе и Pleuropogon sabinii. В этом районе также имеются большие участки с залежами торфа толщиной в несколько метров, что необычно для Шпицбергена.